# Exhuma
Pour plus de détails, voir Fiche technique et Distribution.
Exhuma (hangeul : 파묘 ; RR : Pamyo ; litt. « exhumation ») est un film sud-coréen réalisé par Jang Jae-hyeon et sorti en 2024.
Il est présenté en avant-première mondiale dans la section « Forum » de la Berlinale 2024.

## Synopsis
Un riche père de famille sud-coréen, expatrié aux États-Unis, a un problème avec son fils que la médecine moderne ne parvient pas à résoudre. Il fait donc appel à deux chamanes qui pensent que l'origine des troubles du petit garçon serait à rechercher dans les ancêtres de la famille. Ils proposent au père de se rapprocher d'un géomancien et de son associé expert en rite funéraire. Ces derniers seront à même de trouver un nouveau lieu de sépulture afin de calmer les esprits néfastes.

## Fiche technique
Sauf indication contraire ou complémentaire, les informations mentionnées dans cette section peuvent être confirmées par la base de données KMDb
- Titre original : 파묘
- Titre international : Exhuma
- Réalisation et scénario : Jang Jae-hyeon
- Musique : Kim Tae-seong
- Décors : Seo Seong-gyeong
- Costumes : Choe Yun-seon
- Photographie : Lee Mo-gae (en)
- Son : Kim Byeong-in
- Montage : Jung Byung-jin
- Production : Kim Young-min, Kwon Ji-yong et Park Hyeong-jin
- Sociétés de production : Showbox, en coproduction avec MCMC et Pinetown Productions
- Sociétés de distribution : Showbox (Corée du Sud) ; AZ Films (Québec)[2]
- Pays de production :  Corée du Sud
- Langue originale : coréen, anglais, japonais
- Format : couleur
- Genre : drame, horreur, fantastique et thriller
- Durée : 134 minutes
- Dates de sortie :
  - Allemagne : 16 février 2024 (Berlinale)[1]
  - Corée du Sud : 22 février 2024
  - Québec : 5 avril 2024[2]
  - Suisse romande : 6 juillet 2024 (Festival international du film fantastique de Neuchâtel)
  - France : 5 septembre 2024 (L'Étrange festival 2024)[3]

## Distribution
- Choi Min-sik : Kim Sang-deok, géomancien, maître feng shui
- Kim Go-eun : Lee Hwa-rim, chamane
- Yoo Hae-jin : Yeong-geun, croque-mort
- Lee Do-hyun : Yoon Bong-gil, bodhisattva
- Kim Jae-cheol (ko) : Park Ji-yong, fils de Park Jong-soon etpetit-fils de Park Geun-hyeon
- Jeong Sang-cheol (ko) : Park Jong-soon, père de Park Ji-yong et fils de Park Geun-hyeon
- Lee Young-ran : Bae Jeong-ja
- Park Jeong-ja (ko) : la tante de Park Ji-yong
- Choi Moon-kyoung (ko) : la fille de la tante
- Seol Chang-hee : le beau-fils de la tante
- Jung Yun-ha (ko) : l'épouse de Park Ji-yong
- Park Ji-il (en) : le comptable de Park Ji-yong
- Kim Tae-joon : Chang-min
- Lee Jong-goo : le bodhisattva
- Lee Young-ran : Bae Jeong-ja
- Kim Sun-young (en) : Oh Gwang-shim, chamane
- Kim Ji-an (es) : Park Ja-hye, jeune chamane
- Jeon Jin-ki (ko) : Park Geun-hyeon, grand-père de Park Ji-yong et père de Park Jong-soon
- Kim Min-jun (en) : le fantôme japonais
- Kim Byung-oh : le fantôme japonais
- Jang Eui-don : Ki-seon-ae

## Production

### Développement
Début juin 2021, Choi Min-sik accepte le rôle principal, à qui l'on demande d'exhumer une tombe en échange d'une grosse somme d'argent, pour le thriller occulte, intitulé 파묘 (litt. « exhumation »), de Jang Jae-hyeon, en tant que scénariste et réalisateur. Ce film est produit par Showbox, et s'avère différent de ses deux précédents, The Priests (검은 사제들, 2015) et Svaha: The Sixth Finger  (사바하, 2019).

### Attribution des rôles
|  |

Mi-août 2022, Lee Do-hyun — il s'agit, ici, de son premier long métrage — et Kim Go-eun se réunissent aux côtés de Choi Min-sik, dans les rôles de chaman, ainsi que Yoo Hae-jin qui les rejoint fin septembre et qui y incarne l'entrepreneur de pompes funèbres.

### Tournage
Le tournage devait débuter en automne 2021. Il commence finalement en octobre 2022. Il a lieu à Séoul pour le Plaza Hotel (en) dans le quartier de Jung, à Pusan pour la forêt d'Ahopsan, à Yangsan (Gyeongsang du Sud) pour la forêt de Daedunsan et dans le petit village de Gyeongsang (Jeolla du Sud) pour l'arbre Dangsan.
Il prend fin en mars 2023.

## Accueil

### Festival et sorties
Exhuma est projeté en avant-première mondiale, le 16 février 2024, à la Berlinale, en Allemagne. Quelques jours après, le 22 février, il est distribué par Showbox dans des salles obscures en Corée du Sud.
Il est également présenté, le 6 juillet 2024, en avant-première au Festival international du film fantastique de Neuchâtel, puis à L'Étrange festival en première française le 9 septembre 2024, et dans la soirée du 1er novembre 2024 en avant-première au Festival du film coréen à Paris.
Au Québec, il sort le 5 avril 2024.

## Distinctions

### Récompenses
- Festival international du film fantastique de Gérardmer 2025 : prix du jury[11],[12]
- Baeksang Arts Awards 2024[13] :
  - Meilleur réalisateur, Jang Jae-hyeon
  - Meilleure actrice, Kim Go-eun pour le rôle de Lee Hwa-rim
  - Meilleur espoir masculin, Lee Do-hyun pour le rôle de Yoon Bong-gil
  - Meilleur son pour Kim Byung-in

- Blue Dragon Film Awards 2024[14] :
  - Meilleur réalisateur, Jang Jae-hyeon
  - Meilleure actrice, Kim Go-eun pour le rôle de Lee Hwa-rim
  - Meilleures photographie et lumières : Lee Mo-gae et Lee Sung-hwan
  - Meilleure direction artistique pour Seo Sung-gyeong

- Asian Film Awards 2025[15] :
  - Meilleurs costumes pour Choi Yoon-sun
  - Meilleurs effets visuels pour Kim Shin-chul et Daniel Son

### Nominations
- Baeksang Arts Awards 2024[13] :
  - Meilleur film
  - Meilleur acteur, Choi Min-sik pour le rôle de Kim Sang-deok
  - Meilleur acteur dans un second rôle, Yoo Hae-jin pour le rôle de Yeong-geun
  - Meilleur scénario pour Jang Jae-hyun

- Blue Dragon Film Awards 2024[14] :
  - Meilleur film
  - Meilleur acteur, Choi Min-sik pour le rôle de Kim Sang-deok
  - Meilleur acteur dans un second rôle, Yoo Hae-jin pour le rôle de Yeong-geun
  - Meilleur espoir masculin, Lee Do-hyun pour le rôle de Yoon Bong-gil
  - Meilleur scénario pour Jang Jae-hyun
  - Meilleur montage pour Jeong Byung-jin
  - Meilleure musique pour Kim Tae-seong
  - Meilleur maquillage pour Lee Eun-ju

- Asian Film Awards 2025[15] :
  - Meilleur film
  - Meilleur réalisateur, Jang Jae-hyeon
  - Meilleur acteur, Choi Min-sik pour le rôle de Kim Sang-deok
  - Meilleure actrice, Kim Go-eun pour le rôle de Lee Hwa-rim
  - Meilleur espoir masculin, Lee Do-hyun pour le rôle de Yoon Bong-gil
  - Meilleur scénario pour Jang Jae-hyun
  - Meilleurs décors pour Seo Sung-kyung
  - Meilleure composition musicale pour Kim Tae-seong
  - Meilleur son pour Kim Byung-in

### Sélections
- Berlinale 2024 : section « Forum »[1]
- L'Étrange festival 2024 : Première française, compétition internationale
- Festival du film coréen à Paris 2024 : section « Avant-premières »
- Festival international du film fantastique de Neuchâtel : section « Asian Cinema »